# Lac Chao
Le Lac Chao (chinois : 巢湖; pinyin : Cháo Hú) est un lac d'eau douce situé aux abords de Chaohu et de Hefei dans la province de l'Anhui, en Chine. Couvrant une surface de 760 km2, c'est le plus grand lac de la province et l'un des plus grands de Chine. Environ 5 millions de personnes vivent près du lac, et utilisent ce dernier pour l'irrigation, la pêche et le transport. La surexploitation du lac a conduit celui-ci à s'embourber et à s'eutrophiser. Le lac est également l'un des plus pollués de Chine, notamment à cause de la croissance industrielle importante que connaît l'Anhui.